# .cymru
.cymru là một trong hai tên miền địa lý cấp cao nhất (GeoTLD) cho Wales (tên miền còn lại là .wales). Từ Cymru có nghĩa là Wales trong tiếng Wales.
Tên miền được đề xuất bởi công ty đăng ký internet Nominet của Anh, công ty đã điều hành miền cho Vương quốc Anh (.uk) từ năm 1996. Đề xuất ban đầu xung đột với .cym, được đề xuất bởi tổ chức dotCYM, một tổ chức tán thành ngôn ngữ Wales và văn hóa xứ Wales. (tên miền .cym cuối cùng được giao cho Quần đảo Cayman.)
Vào tháng 6 năm 2014, bước tiến hành cuối cùng cho các miền đã được ICANN cấp và quá trình ra mắt theo từng giai đoạn của các tên miền mới đã bắt đầu. Ban đầu, các tên miền mới có sẵn cho các chủ sở hữu nhãn hiệu, với đầy đủ tính khả dụng theo kế hoạch ban đầu vào mùa xuân năm 2015.